# Zagori
Zagori (tiếng Hy Lạp: Ζαγόρι; tiếng Aromani: Zagori) là vùng, một đô thị và một Di sản thế giới được UNESCO công nhận nằm tại vùng núi Pindus, vùng Ípeiros, tây bắc Hy Lạp. Trung tâm hành chính của đô thị nằm tại làng Asprangeloi.
Với diện tích khoảng 989,796 km2 và dân số khoảng 3.700 người, đô thị này bao gồm 46 ngôi làng được biết đến là các làng Zagori (Zagorochoria hoặc Zagorohoria), ranh giới của nó có dạng tam giác đều lộn ngược. Thủ phủ của vùng là thành phố Ioannina năm ở điểm phía nam của tam giác đó, trong khi phía tây nam là dãy núi Mitsikeli. Sông Aoös chảy về phía bắc của dãy núi Tymphe tạo thành ranh giới phía bắc, trong khi phía đông nam chạy dọc theo sông Varda đến núi Mavrovouni gần thị trấn Metsovo.

## Địa lý
Zagori là khu vực có vẻ đẹp tự nhiên tuyệt vời, với địa chất nổi bật được bảo vệ trong hai vườn quốc gia. Vườn quốc gia Vikos–Aoös bao gồm sông Aoös và hẻm núi Vikos dài 32 km. Trong khi vườn quốc gia Pindus bao phủ phần lớn của thung lũng Valia Calda nằm ở phía đông của núi Tymphe phủ đầy tuyết. Các ngôi làng ở Zagori được kết nối với nhau bằng những con đường núi và những cây cầu đá hình vòm truyền thống cho đến khi những con đường hiện đại được mở vào những năm 1950. Những cây cầu vòm bằng đá được xây dựng nhờ sự giúp đỡ của các thương gia nước ngoài vào thế kỷ 18 và thay thế những cây cầu gỗ cũ kỹ.

## Lịch sử
Khu vực này về mặt lịch sử rất khó tiếp cận do địa hình đồi núi, điều này có thể đã góp phần tạo nên nét độc đáo của nó. Người Sarakatsani sống ở khu vực này sử dụng một số từ ngữ Hy Lạp thuộc phương ngữ Bắc Hy Lạp không thường thấy trong tiếng Hy Lạp ở những nơi khác. Do đó, một số người coi họ là người bản địa của vùng.

## Kiến trúc
Về mặt lịch sử, tất cả các ngôi làng ở vùng Zagori đều được kết nối bằng hệ thống đường hoặc đường mòn nhỏ và chúng giống như một thực thể duy nhất hơn là giữa các cộng đồng riêng biệt.
Các ngôi làng được xây dựng xung quanh một quảng trường trung tâm, còn được gọi là mesochori (trung tâm làng) với một nhà thờ lớn, một cây huyền linh và một đài phun nước công cộng. Những con đường rải sỏi và lối đi bộ nối liền các phần còn lại của ngôi làng với trung tâm. Mỗi khu phố riêng lẻ lại có một nhà thờ nhỏ hơn.

### Nhà thờ
Hầu hết các nhà thờ ở Zagori đều có niên đại từ thế kỷ 17–18 trở đi, mặc dù một số nhà thờ cũ hơn vẫn tồn tại. Ở hầu hết các làng, nhà thờ chính bao gồm một vương cung thánh đường lớn được xây bằng đá với mái gỗ lợp đá phiến. Chúng được trang trí chủ yếu bởi các họa sĩ biểu tượng của vùng theo truyền thống nghệ thuật Byzantine. Lối vào nhà thờ có thể được bảo vệ bởi một hàng hiên mái vòm. Tháp chuông nhà thờ thường được tách rời khỏi nhà thờ.

### Những ngôi nhà
Những ngôi nhà cho đến thế kỷ 18 có hình chữ nhật đơn giản, thường chỉ có tầng trệt và các khu phụ ở tầng hầm được sử dụng làm chuồng ngựa. Quả thực, đây dường như là phong cách xây dựng các ngôi nhà ở khu vực của người Molossia được tìm thấy ở Vitsa. Những ngôi nhà được xây bằng đá địa phương và có mái làm bằng đá vôi hoặc sa thạch. Chúng được liên kết với nhau mà không cần xi măng, chỉ nhờ vào trọng lượng của những viên gạch phía trên. Do đó, mái nhà bằng đá cần được bảo trì liên tục để có thể chịu được tuyết rơi dày đặc trong những tháng mùa đông.

### Những cây cầu
Hơn 160 cây cầu hình vòm đã được xây dựng ở khu vực, nhiều cây cầu trong số đó vẫn đứng vững giúp người dân và du khách băng qua nhiều con sông và suối trong khu vực. Chúng hầu hết được xây dựng vào thế kỷ 18 và 19 bởi các thợ thủ công địa phương bằng cách sử dụng đá tại địa phương. Những cây cầu này thường có từ một đến ba vòm gọi là "kamares" trong tiếng Hy Lạp. Một trong những công trình mang tính biểu tượng nhất là cây cầu ba vòm Plakidas, còn được gọi là cầu Kalogeriko, gần làng Kipoi (Κἠποι) trong Vườn quốc gia Vikos–Aoös.